# Prunay-Cassereau
Prunay-Cassereau é uma comuna francesa na região administrativa do Centro, no departamento Loir-et-Cher. Estende-se por uma área de 32,5 km². Em 2010 a comuna tinha 614 habitantes (densidade: 18,9 hab./km²).